# Rupt-devant-Saint-Mihiel
Rupt-devant-Saint-Mihiel – miejscowość i gmina we Francji, w regionie Grand Est, w departamencie Moza.
Według danych na rok 1990 gminę zamieszkiwało 61 osób, a gęstość zaludnienia wynosiła 10 osób/km² (wśród 2335 gmin Lotaryngii Rupt-devant-Saint-Mihiel plasuje się na 984. miejscu pod względem liczby ludności, natomiast pod względem powierzchni na miejscu 915.).